# 石门县站

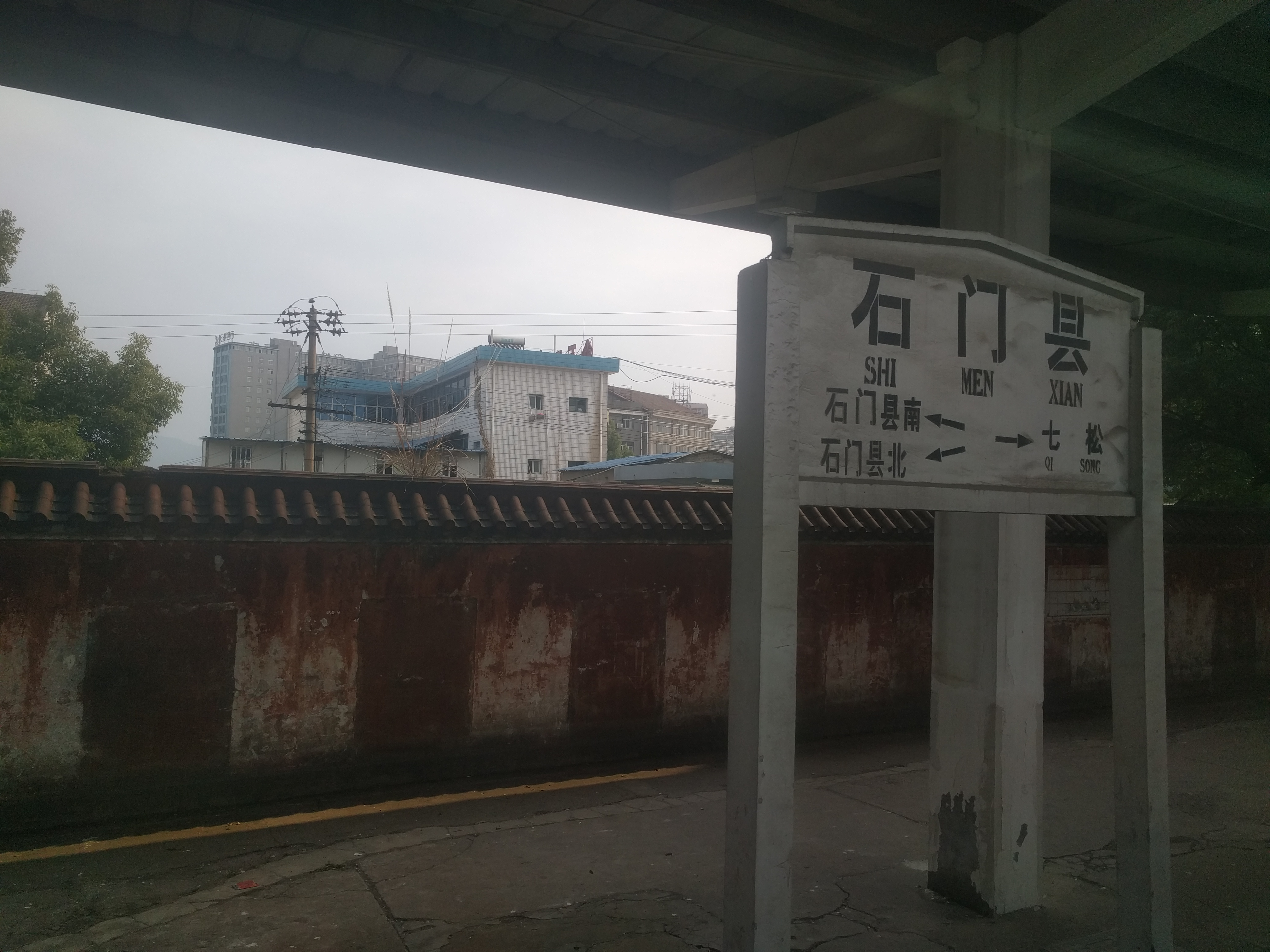
站牌

石门县站是位于中华人民共和国湖南省常德市石门县楚江镇的一个铁路车站，建于1978年，有焦柳铁路经过该站，现仅办理货运业务。车站距离月山站858千米，隶属广州局集团，是四等站。自2013年7月1日起石门县站改为旅客乘降所，停止发售车票业务和行包发送业务，客运业务被石门县北站取代。

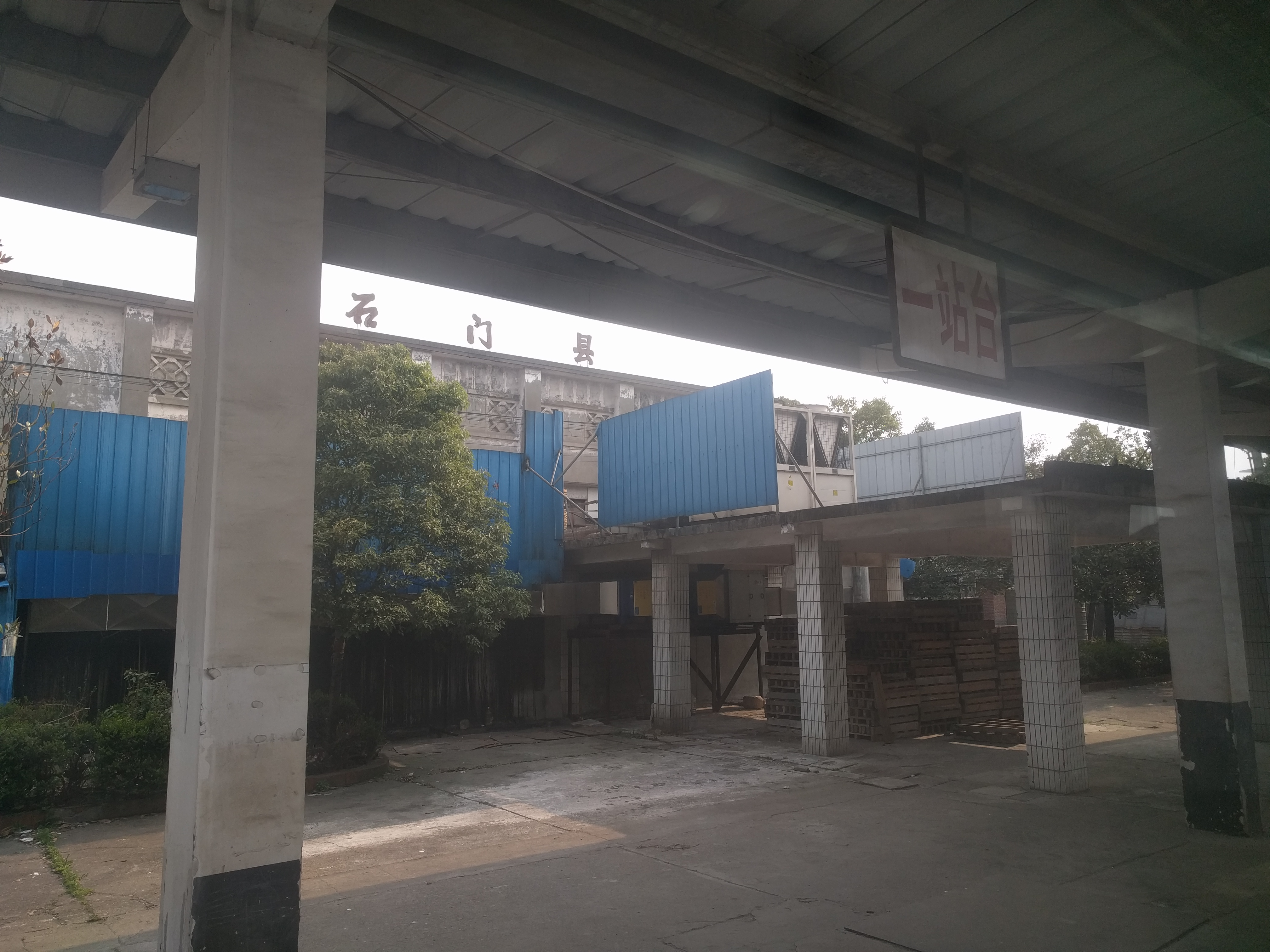
2018年时的站房